# Greg Pence
Pour les articles homonymes, voir Pence (homonymie).
Gregory Joseph Pence, dit Greg Pence, né le 14 novembre 1956 à Columbus (Indiana), est un homme politique américain. Membre du Parti républicain, il est élu en 2018 à la Chambre des représentants des États-Unis dans le sixième district congressionnel de l'Indiana, autrefois représenté par son frère Mike Pence, ancien vice-président des États-Unis.

## Biographie

### Famille et études
Greg Pence est l'aîné de six frères, dont le vice-président des États-Unis Mike Pence. Diplômé de l'université Loyola de Chicago en 1979, il rejoint alors les Marines.

### Carrière
En 1998, il devient président de Kiel Brothers Oil Company, poste autrefois occupé par son père. Il siège parallèlement au conseil des directeurs de la Home Federal Bank. En 2004, il démissionne de ses deux postes lorsque l'entreprise Kiel Brothers — qui a des prêts chez Home Federal — fait faillite. Quelques mois plus tard, il est nommé au département de l'environnement de l'Indiana. Il retourne dans le privé en 2005 chez Circle K Convenience Stores.
Il passe l'essentiel de sa vie dans sa ville natale de Columbus. Il est propriétaire de deux boutiques d'antiquités dans le sud de l'Indiana, dont la valeur est estimée entre 5 et 25 millions de dollars.

### Représentant des États-Unis

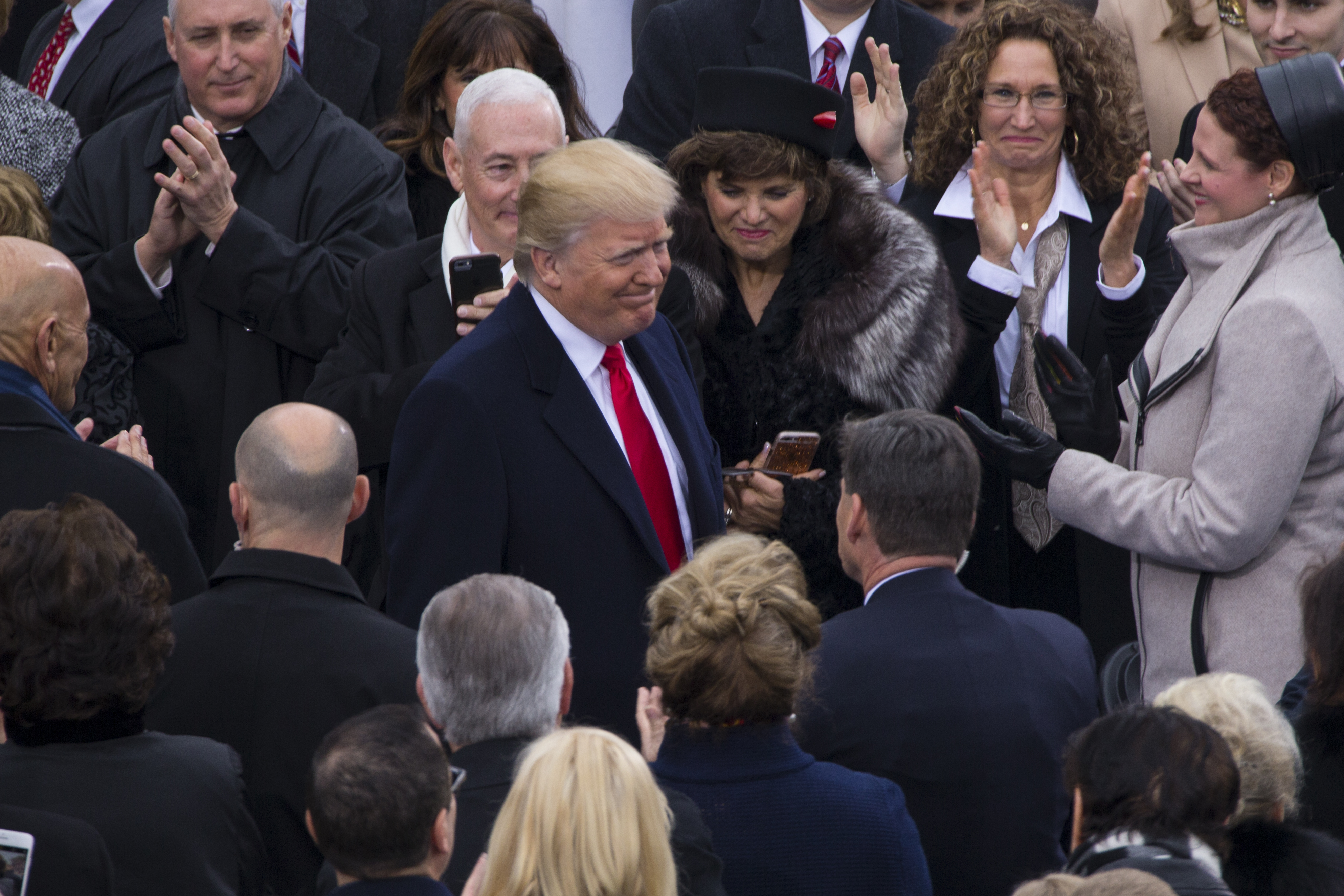
Greg Pence à l'inauguration de Donald Trump.

Lors des élections de 2018, Pence se présente à la Chambre des représentants des États-Unis dans le 6e district de l'Indiana. Le représentant sortant, Luke Messer, est candidat au Sénat ; Mike Pence avait représenté la circonscription de 2000 à 2012. Durant la primaire, Pence refuse la plupart des questions de journalistes et ne participe pas à un débat avec ses adversaires. Grâce à ses liens avec son frère et le président, Pence réussit cependant à lever plus d'un million de dollars pour sa campagne,. Il remporte la primaire républicaine et devient le favori dans cette circonscription conservatrice de l'est de l'Indiana,, qui s'étend de Muncie à Madison. Il est élu représentant avec plus de 63 % des voix face à la démocrate Jeannine Lake. Il est réélu le 3 novembre 2020 puis de nouveau le 8 novembre 2022 et ne se représente pas en 2024.